# Opatovská Nová Ves
Opatovská Nová Ves é um município da Eslováquia, situado no distrito de Veľký Krtíš, na região de Banská Bystrica. Tem 9,15 km² de área e sua população em 2018 foi estimada em 676 habitantes.

## Demografia
| Ano:        | 1994 | 2004   | 2014   | 2024    |
| ----------- | ---- | ------ | ------ | ------- |
| Broj ljudi: | 646  | 634    | 697    | 626     |
| Razlika:    |      | -1,85% | +9,93% | -10,18% |

| Ano:               | 2023 | 2024   |
| ------------------ | ---- | ------ |
| Número de pessoas: | 629  | 626    |
| Diferença:         |      | -0,47% |